# World War II Victory Medal
Die World War II Victory Medal (deutsch Medaille zum Sieg des Zweiten Weltkriegs) ist eine Auszeichnung der US-Streitkräfte.
Die Medaille wird seit 1946 an Teilnehmer des Zweiten Weltkriegs vergeben. Laut den offiziellen Kriterien kann die Auszeichnung an alle Mitglieder jeder Teilstreitkraft der Vereinigten Staaten und der Philippinen vergeben werden, die zwischen dem 7. Dezember 1941 und dem 31. Dezember 1946 im Dienst der USA waren. Eine Mindestdienstzeit ist nicht vorgesehen. Das konnte dazu führen, dass zum Beispiel ein Schiff wie die USS Midway, die erst wenige Tage nach der Kapitulation Japans in Dienst gestellt wurde, dennoch diese Auszeichnung erhielt. Die Handelsmarine der USA führte mit der Merchant Marine World War II Victory Medal später eine eigene Auszeichnung ein.
Der Orden trägt die Inschrift WORLD WAR II auf der Vorderseite und die Four Freedoms FREEDOM FROM FEAR AND WANT und FREEDOM OF SPEECH AND RELIGION sowie die Inschrift UNITED STATES OF AMERICA 1941 • 1945 auf der Rückseite.